# Phiala pretoriana
Phiala pretoriana är en fjärilsart som beskrevs av Wichgraf 1908. Phiala pretoriana ingår i släktet Phiala och familjen Eupterotidae. Inga underarter finns listade i Catalogue of Life.